# Dieter Lohmeier
Dieter Lohmeier (* 24. Januar 1940 in Neumünster) ist ein deutscher Literaturwissenschaftler und Bibliothekar.

## Leben
Lohmeier studierte Germanistik und Romanistik in Kiel, Freiburg und Lyon. Seine Dissertation im Jahre 1968 hatte das Thema Herder und Klopstock: Herders Auseinandersetzung mit der Persönlichkeit und dem Werk Klopstocks. Er habilitierte sich 1978 und war von 1985 bis zu seiner Pensionierung 2005 Direktor der Schleswig-Holsteinischen Landesbibliothek, Professor für Neuere Deutsche Literatur an der Christian-Albrechts-Universität zu Kiel und Wissenschaftlicher Betreuer der Reihe Kleine Schleswig-Holstein Bücher. Seine Schwerpunkte sind die deutsche Literaturgeschichte des 18. und 19. Jahrhunderts und die Geschichte und Kulturgeschichte Schleswig-Holsteins.

## Mitgliedschaften
- Vorstandsmitglied der Theodor-Storm-Gesellschaft
- Von 1985 bis 1986: Vorsitzender der Hebbel-Gesellschaft, Wesselburen
- Von 1990 bis 2014: Sprecher des Kuratoriums des Nordfriisk Instituut, Bredstedt.
- Seit 2008 auswärtiges Mitglied der Kongelige Danske Videnskabernes Selskab

## Ehrungen
- 2024: Fritz-Reuter-Literaturpreis für Klaus Groth und Karl Müllenhoff. Der Briefwechsel 1852–1858[1]

## Schriften
- Herder und Klopstock. Herders Auseinandersetzung mit der Persönlichkeit und dem Werk Klopstocks (= Ars Poetica. Studien 4). Gehlen, Bad Homburg u. a. 1968 (Zugleich: Kiel, Univ., Diss., 1967).
- (Hrsg.): Adam Olearius: Vermehrte Newe Beschreibung Der Muscowitischen und Persischen Reyse Schleswig 1656. (Deutsche Neudrucke. Reihe Barock. Bd. 12). Niemeyer, Tübingen 1971, ISBN 3-484-16017-9.
- (Hrsg.): Arte et Marte. Studien zur Adelskultur des Barockzeitalters in Schweden, Dänemark und Schleswig-Holstein (= Kieler Studien zur deutschen Literaturgeschichte. Bd. 13). Wachholtz, Neumünster 1978, ISBN 3-529-03113-5.
- mit Bernt Olsson (Hrsg.): Weltliches und geistliches Lied des Barock. Studien zur Liedkultur in Deutschland und Skandinavien (Beihefte zum Daphnis 2 / Skrifter utdgivna av Svenskt visarkiv 7). Rodopi, Amsterdam / Svenskt visarkiv, Stockholm 1979, ISBN 91-85374-10-5.
- mit Christian Degn (Hrsg.): Staatsdienst und Menschlichkeit. Studien zur Adelskultur des späten 18. Jahrhunderts in Schleswig-Holstein und Dänemark (= Kieler Studien zur deutschen Literaturgeschichte. Bd. 14). Wachholtz, Neumünster 1980, ISBN 3-529-03114-3.
- mit Hartmut Lehmann (Hrsg.): Aufklärung und Pietismus im dänischen Gesamtstaat. 1770-1820 (= Kieler Studien zur deutschen Literaturgeschichte. Bd. 16). Wachholtz, Neumünster 1983, ISBN 3-529-03116-X.
- Beiträge in: Olaf Klose (Hrsg.): Biographisches Lexikon für Schleswig-Holstein und Lübeck. Wachholtz, Neumünster 1982ff., ISBN 3-529-02649-2.
- mit Wolfgang J. Müller: Emkendorf und Knoop. Kultur und Kunst in Schleswig-holsteinischen Herrenhäusern um 1800 (= Kleine Schleswig-Holstein-Bücher: Bd. 35). Boyens, Heide in Holstein 1984. 2., durchges. Aufl. 1984, ISBN 3-8042-0298-5.
- (Hrsg.): Carl Maria von Weber. Werk und Wirkung im 19. Jahrhundert. Ausstellung der Schleswig-Holsteinischen Landesbibliothek. Kiel 1986
- mit Karl-Ernst Laage (Hrsg.): Theodor Storm: Sämtliche Werke. 4 Bände. Deutscher Klassiker-Verlag, Frankfurt am Main 1988, ISBN 3-618-64153-2.
- Griechische Muster in Goethes Lyrik (= Goethe-Gesellschaft. Jahresgabe. 1991, ZDB-ID 1092539-9).
- deutsche Redaktion: Exil in Dänemark. Deutschsprachige Wissenschaftler, Künstler und Schriftsteller im dänischen Exil nach 1933. Hrsg. von Willy Dähnhardt u. Birgit S. Nielsen. Boyens, Heide in Holstein 1993, ISBN 3-8042-0569-0.
- Isolation - Assimilation - Emanzipation. Zur Geschichte der Juden in Schleswig-Holstein 1584-1863. Ausstellung der Schleswig-Holsteinischen Landesbibliothek (= Schriften der Schleswig-Holsteinischen Landesbibliothek. Bd. 7). Boyens, Heide in Holstein 1989, ISBN 3-8042-0469-4.
- (Hrsg.): Einstein, Anschütz und der Kieler Kreiselkompass. Der Briefwechsel zwischen Albert Einstein und Hermann Anschütz-Kaempfe und andere Dokumente (= Schriften der Schleswig-Holsteinischen Landesbibliothek. Bd. 16). Boyens, Heide in Holstein 1992, ISBN 3-8042-0606-9.
- mit Alken Bruns: Die Lübecker Buchdrucker im 15. und 16. Jahrhundert. Buchdruck für den Ostseeraum Boyens, Heide in Holstein 1994
- Sklaven – Zucker – Rum. Dänemark und Schleswig-Holstein im atlantischen Dreieckshandel (= Schriften der Schleswig-Holsteinischen Landesbibliothek. Bd. 18). Boyens, Heide in Holstein 1994, ISBN 3-8042-0656-5.
- (Hrsg.): Schleswig-Holstein. Geschichte und Kultur im Spiegel der Landesbibliothek, Boyens, Heide in Holstein 1995, ISBN 3-8042-0758-8.
- Kleiner Staat ganz groß. Schleswig-Holstein-Gottorf (= Kleine Schleswig-Holstein-Bücher. Bd. 47). Boyens, Heide in Holstein 1997, ISBN 3-8042-0793-6.
- Johannes Brahms - Klaus Groth: Briefe der Freundschaft. Boyens, Heide in Holstein 1997, ISBN 3-8042-0803-7.
- Heinrich Rantzau. Humanismus und Renaissance in Schleswig-Holstein (= Kleine Schleswig-Holstein-Bücher. Bd. 50). Boyens, Heide in Holstein 2000, ISBN 3-8042-0858-4.
- mit Gerd Wilhelm Trube: Missale Slesvicense. 1486. Ein Meisterwerk des Frühdruckers Steffen Arndes. Schleswig-Holsteinische Landesbibliothek, Kiel 2001, ISBN 3-9806013-4-X.
- mit Renate Paczkowski (Hrsg.): Landesgeschichte und Landesbibliothek. Studien zur Geschichte und Kultur Schleswig-Holsteins. Hans F. Rothert zum 65. Geburtstag, Boyens, Heide 2001, ISBN 3-8042-1094-5.
- Die weltliterarische Provinz. Studien zur Kultur- und Literaturgeschichte Schleswig-Holsteins um 1800. Hrsg. von Heinrich Detering. Boyens, Heide in Holstein 2005, ISBN 3-8042-1157-7.
- (Hrsg.): Heinrich Christian Boie. Literarischer Mittler in der Goethezeit. Boyens, Heide in Holstein 2008, ISBN 978-3-8042-1230-5.
- mit Thomas Steensen (Hrsg.): Friedrich Paulsen: Aus meinem Leben. Nordfriisk Instituut, Bräist/Bredstedt 2008, ISBN 978-3-88007-346-3.
- (Hrsg.): Mit Carsten Niebuhr in den Orient. Zwanzig Briefe von der Orientalischen Reise 1760-1767. Boyens, Heide in Holstein 2011, ISBN 978-3-8042-1339-5
- (Hrsg.): Klaus Groth und Karl Müllenhoff. Der Briefwechsel 1852–1858. Boyens, Heide 2024, ISBN 978-3-8042-1572-6.